# Palacio Zubiate
El Palacio Zubiate es un palacio de carácter residencial, ubicado en el pueblo de Ceánuri en el País Vasco, España.

## Historia
El Palacio Zubiate, o también conocido como Palacio de Rotaeche, es una construcción barroca del siglo XVII, con escudo rococó de la segunda mitad del siglo XVI. La familia Rotaeche comenzó en éste con el noble Ramón Castor de Rotaeche y Arbolancha quien, siendo también propietario de la Torre de Orozco, lo mandó construir como solar familiar. 
El palacio respeta los cánones de construcción de los palacios rurales vascos. Consta de una fachada exterior con el escudo de la familia y unos vastos terrenos en la parte trasera. También, en la misma la parte trasera del palacio destaca una torre en la parte principal, al lado izquierdo, conteniendo seis escudos nobiliarios de las familias relacionadas con el palacio.
La división de las habitaciones que forman cada piso eran las propias de la época dedicándose el primer piso o planta baja a las habitaciones de servicio y la planta superior a las habitaciones nobles, despacho y biblioteca.
A día de hoy se conservan pocas obras de arte, archivos y demás enseres originales en el palacio.
El palacio es ahora propiedad de la familia Marcoartu Rotaeche.